# むろと (敷設艦・2代)
むろと（ローマ字：JS Muroto, ARC-483）は、海上自衛隊の敷設艦。艦名は室戸岬に由来し、旧海軍の給炭艦「室戸」、先代「むろと」(ARC-482)に引き続いて3代目となる。同型艦はない。

## 概要
2代目「むろと」(ARC-483)は、先代「むろと」(ARC-482)の老朽化に伴い後継艦として平成21年度に予算が計上され建造された。
先代と同じく基地や港湾、戦略海域等に水中聴音監視装置を敷設することを主任務としていると思われるが、詳細は開示されていない。ケーブル敷設装置や海洋調査に関わる各種水中機器を装備し、これらを円滑に運用するために船体にはバウスラスターとアジマススラスターが備えられている。
また、船価を抑えるために船体は可能な限り商船構造とし、敷設艦として最低限度の能力を発揮できる程度に収まっている。このため、建造費は約284億円になっている。
なお、先代「むろと」は後継艦たる本艦の就役を待つことなく2012年4月4日に退役している。

## 艦歴
「むろと」は、中期防衛力整備計画に基づく平成21年度計画4,900トン型敷設艦として、三菱重工業下関造船所江ノ浦工場で2011年9月7日に起工され、2012年7月5日に進水、同年11月20日に公試開始、2013年3月15日に就役し、海洋業務群に直轄艦として編入された。定係港は呉。
同年9月7日～10月30日の間、第33回グアム島方面派遣訓練に参加し、グアム島方面において敷設訓練等を実施した。
2014年8月19日～11月8日の間、第34回グアム島方面派遣訓練に参加し、グアム島方面において敷設訓練等を実施した。
2015年7月31日～9月24日の間、第35回グアム島方面派遣訓練に参加し、アメリカ合衆国海軍の協力を得て、グアム島方面において敷設訓練等を実施した。 
2015年12月1日、海洋業務群が海洋業務・対潜支援群に改編。
2016年7月1日～8月18日の間、第36回グアム島方面派遣訓練に参加し、アメリカ合衆国海軍の協力を得て、グアム島方面において敷設訓練等を実施した。 
2017年6月10日～8月3日の間、第37回グアム島方面派遣訓練に参加し、アメリカ合衆国海軍の協力を得て、グアム島方面において敷設訓練等を実施した。
2018年10月20日～12月17日の間、平成30年度グアム島方面派遣訓練（第38回）に参加し、アメリカ合衆国海軍の協力を得て、グアム島方面において敷設訓練等を実施した。
2019年10月17日～12月5日の間、令和元年度グアム島方面派遣訓練（第39回）に参加し、米海軍の協力を得て、グアム島方面において敷設訓練等を実施した。
2020年10月2日～11月15日の間、令和2年度グアム島方面派遣訓練（第40回）に参加し、米海軍の協力を得て、グアム島方面において敷設訓練等を実施した。
| 代       | 氏名     | 在任期間              | 出身校・期 | 前職                           | 後職                           | 備考     |
| 艤装員長 | 艤装員長 | 艤装員長              | 艤装員長   | 艤装員長                       | 艤装員長                       | 艤装員長 |
| -------- | -------- | --------------------- | ---------- | ------------------------------ | ------------------------------ | -------- |
| -        | 染田良弘 | 2012.7.5 - 2013.3.15  | 防大29期   | 海洋業務群司令部付             | むろと艦長                     |          |
| 艦長     |          |                       |            |                                |                                |          |
| 1        | 染田良弘 | 2013.3.15 - 2014.3.24 | 防大29期   | むろと艤装員長                 | 第1海上訓練支援隊司令          |          |
| 2        | 落合 健  | 2014.3.25 - 2017.4.13 | 39期幹候   | 海洋業務群司令部首席幕僚       | 海洋業務・対潜支援群司令部勤務 |          |
| 3        | 上野喜之 | 2017.4.14 - 2019.7.31 | 防大35期   | 海洋業務・対潜支援群司令部付   | 海洋業務・対潜支援群司令部勤務 |          |
| 4        | 能勢 毅  | 2019.8.1 - 2021.8.31  |            | 沖縄海洋観測所長               | 海上自衛隊第1術科学校教務部長  |          |
| 5        | 杉山靖浩 | 2021.9.1 - 2024.7.15  |            | いかづち艦長                   | 自衛艦隊司令部勤務             |          |
| 6        | 野本直利 | 2024.7.16 -           |            | 海洋業務・対潜支援群司令部勤務 |                                |          |